# Repressão política na União Soviética
Ao longo da história da União Soviética, milhões de pessoas se tornaram vítimas da repressão política na União Soviética, que foi de vários graus um instrumento da política interna da URSS desde os primeiros dias da Revolução de Outubro. Teve o seu ponto mais alto durante a era stalinista, mas ainda existia durante o período de "degelo" (relaxamento da censura), de Nikita Khrushchev, seguida por um aumento na perseguição de dissidentes soviéticos durante a estagnação brezhneviana e não deixou de existir mesmo durante a perestroika ( "reestruturação" político-económica) e glasnost ("abertura" de informações), lançada por Mikhail Gorbachev. O legado resultantes da repressão política ainda influenciam a vida do atual na Rússia pós-comunista.

## Origens e a primeira época soviética
No primeiro momento, a base teórica da repressão foi a visão marxista da luta de classes e a consequente noção da ditadura do proletariado. A base jurídica foi formalizada no artigo 58 do Código da RSFS da Rússia artigos semelhantes a outras repúblicas soviéticas.
O termo "repressão", "terrorismo" e outras palavras de forte conteúdo termos normais que foram usados na política interna do Estado soviético inicial, refletindo o fato de que a ditadura do proletariado tinha força para aplicar de forma implacável para eliminar a resistência das classes sociais que o marxismo considerava antagônico para o proletariado. Esta terminologia foi gradualmente abolida após o processo desestalinização, mas, embora o sistema de perseguição de opiniões e atividades políticas continuaram até a dissolução da União Soviética.
Os dissidentes foram chamados de "inimigos do povo." Os castigos infligidos pelo Estado incluíam execuções sumárias, tortura, o envio de pessoas para os gulags, deslocamentos forçados e o desrespeito aos direitos civis. Algumas vezes, todos os membros de uma família, inclusive crianças, foram punidos como "traidores dos membros da família da Mãe Pátria." A repressão foi realizado pela Checa, OGPU e NKVD em várias ondas consecutivas conhecidas como Terror vermelho, coletivização forçada, Grande Expurgo, Complô dos médicos, dentre outros. Em inúmeras ocasiões, a polícia secreta conduziu massacres de prisioneiros. A repressão foi exercida nas repúblicas da União Soviética e nos territórios libertados pelo Exército Vermelho durante a Segunda Guerra Mundial, incluindo os países bálticos e a Europa Oriental.
A repressão estatal levou a resistência, que foi brutalmente reprimida pelos militares, como foi o caso da Revolta de Tambov, a Revolta de Kronstadt, e a Revolta de Vorkuta.  Durante a revolta de Tambov, as forças militares bolcheviques utilizaram armas químicas contra as aldeias com civis e rebeldes. Cidadãos proeminentes dos povos foram, muitas vezes, tomados de reféns e executados se os rebeldes não se entregassem.[carece de fontes?]

## Terror Vermelho
O Terror vermelho na União Soviética foi a campanha de detenções maciças e as execuções realizadas pelo governo bolchevique. O Terror Vermelho foi oficialmente anunciado em 2 de setembro de 1918 por Yakov Sverdlov e terminou em cerca de outubro 1918, mas Sergei Melgunov aplicou para este fim, a repressão em todo o período da Guerra Civil Russa (1918-1922)..

## Coletivização
A coletivização na União Soviética foi uma política aplicada entre 1928 e 1933 para consolidar terras privadas em fazendas coletivas (em russo, Колхоз, kolkhoz, plural koljózy russo) e fazendas estaduais (em russo, cовхоз, Sovkhoz ou sovkhós). Os dirigentes soviéticos estavam confiantes de que a substituição das explorações agrícolas individuais kolkhoz aumentariam imediatamente as reservas de alimentos para a população urbana, o abastecimento de matérias-primas industriais e das exportações agrícolas em geral. A coletivização era vista, então, como a solução para a crise na distribuição agrícola (principalmente na distribuição de grãos), que tinha desenvolvido desde 1927 e estava se agravando, ao mesmo tempo, a União Soviética pressionava com o seu ambicioso programa de industrialização. Como o campesinato, com exceção dos mais pobres, resistiram à política de coletivização, o governo soviético recorreu a medidas mais duras para forçar os agricultores a coletivizar-se. Em sua conversa com Winston Churchill, Stalin estimou em 10 milhões o número de kulaks que foram reprimidos por resistirem à coletivização, incluindo os deportados pela força.

## Grande Expurgo
O Grande Expurgo (em russo, Большая чистка, Bolshaia chistka) foi uma série de campanhas de repressão e perseguição política na União Soviética orquestrados por Stalin entre 1937 e 1938. Incluía o expurgo do Partido Comunista da União Soviética, repressão  dos kulaks, deportações das minorias étnicas e perseguição de pessoas sem filiação partidária. Este período foi caracterizado por ampla fiscalização pela polícia, suspeitos de "sabotagens", detenções e execuções. Estima-se que o número de mortes relacionadas com o Grande Purga vão desde o número oficial de 681.692 para cerca de 2 milhões pessoas.

## Genocídio, limpeza étnica e transferência da população
A União Soviética, a repressão política tinha como objetivo não só de indivíduos, mas também categorias inteiras de pessoas por sua etnia, classe social ou religião.
As transferências populacionais na União Soviética podem ser classificadas nas seguintes categorias gerais: deportações de "anti-soviéticos", muitas vezes descritos como "inimigos do povo", deportações de nacionalidades, transferências de força de trabalho e migrações organizadas em direções opostas para completar a limpeza étnica dos territórios. Na maioria dos casos, seus destinos estavam em áreas remotas com baixa densidade populacional.
Nações inteiras e grupos étnicos foram punidos coletivamente pelo governo soviético por alegada colaboração com o inimigo nazista durante a Segunda Guerra Mundial. Pelo menos nove grupos étnico-linguísticos diferentes, incluindo alemães, gregos, poloneses, tártaros da Crimeia, balcários, calmucos e chechenos, foram deportados para áreas remotas não povoadas da Sibéria e Cazaquistão. Essas transferências de população resultaram em milhões de mortes devido às duras condições. Coreanos e romenos também foram deportados. Para a deportação de centenas de milhares de pessoas, a NKVD realizou operações maciças.
A fome soviética de 1932-1933 foi severamente agravada pelas ações do governo soviético, como o confisco de alimentos que não atingem o montante previsto para entrega, sem importância das circunstâncias, o bloqueio da migração de pessoas famintas e supressão da informação sobre a fome. Tomados em conjunto, estima-se que as vítimas da fome de 1932-1933 atingiu 6-7 milhões de pessoas ou de 6-8 milhões.
Diversos autores afirmam que tendo ou não Stalin a intenção de matar ucranianos, as mortes foram premeditadas, pois Stalin desejava industrializar seu país a qualquer custo, estando disposto a sacrificar milhões de vidas para realizar seus planos.
Além do Holodomor ucraniano, há autores que acusam Stalin de outros genocídios. De acordo com o historiador Norman Naimark, a eliminação dos Cúlaques durante o processo de coletivização das terras soviéticas resultou em 30 mil execuções, o que seria uma espécie de genocídio. Para a historiadora Sarah Cameron, além do Holodomor, a fome no Cazaquistão no início da década de 1930, que resultou em 1,5 milhão de mortes também caberia em uma "definição expandida" de genocídio, ainda que não haja indícios, segundo a autora, que Stalin planejou a fome. Seu regime teria, contudo, pepetrado um grande experimento de transformação na sociedade cazaque sem se preocupar com o número de mortes que tal engenharia social causaria e seria, para Cameron, "um dos mais hediondos crimes do regime Stalinista".

## Gulag
Anne Applebaum explica que o Gulag "era o ramo da Segurança do Estado que operava o sistema penal dos campos de trabalho forçado, campos de trânsito e prisões e detenções de associados. Embora estes campos alojavam criminosos de todos os tipos, o sistema de Gulag ficaram conhecidos principalmente como um lugar para os presos políticos e como um mecanismo para reprimir a oposição política ao Estado soviético.

## Era pós-Stalin (1953-1991)
Depois da morte do Josef Stalin, diminuiu drasticamente a repressão aos dissidentes e a repressão tomou novas formas. Os críticos internos do sistema foram condenados por agitação anti-soviética, calúnia anti-soviética ou "parasitas sociais". Outros foram classificadas como doentes mentais com esquizofrenia progressiva e, portanto, foram bloqueados em psijushkas ou psikhushkas, ou seja, nos hospitais psiquiátricos usados como prisões pelas autoridades soviéticas. Vários notáveis dissidentes, incluindo Aleksandr Solzhenitsyn, Vladimir Bukovski e Andrei Sakharov, foram enviados para o exílio interno ou externo.

## Perda de vidas
Nunca pode-se saber o número exato de vítimas e continua a ser um tema de debate entre os historiadores. Os resultados públicos variam dependendo do momento em que as estimativas foram feitas nos critérios e métodos utilizados para as estimativas e as fontes disponíveis para obter estimativas. Alguns historiadores tentam fazer estimativas separadas para diferentes períodos da história soviética. Por exemplo, o número de vítimas do regime de Stalin varia de 642,980 a 61 milhões (embora este último valor, apesar de semelhante a citada que pelo notável escritor e dissidente Aleksandr Solzhenitsyn, demograficamente está claramente exagerada, uma vez que sugere que um em cada três soviéticos foram vítimas diretas ou indiretas do stalinismo).